# 538 Friederike
Friederike è un asteroide della fascia principale, scoperto nel 1904 del diametro medio di circa 72,49 km.

## Parametri orbitali
Friederike presenta un'orbita caratterizzata da un semiasse maggiore pari a 3,1652614 UA e da un'eccentricità di 0,1636952, inclinata di 6,50260° rispetto all'eclittica.
Stanti i suoi parametri orbitali, Friederike è considerato un membro della famiglia Igea di asteroidi.
Il nome è probabilmente in onore ad un amico dello scopritore.